# Petrus Montanus (foneticus)

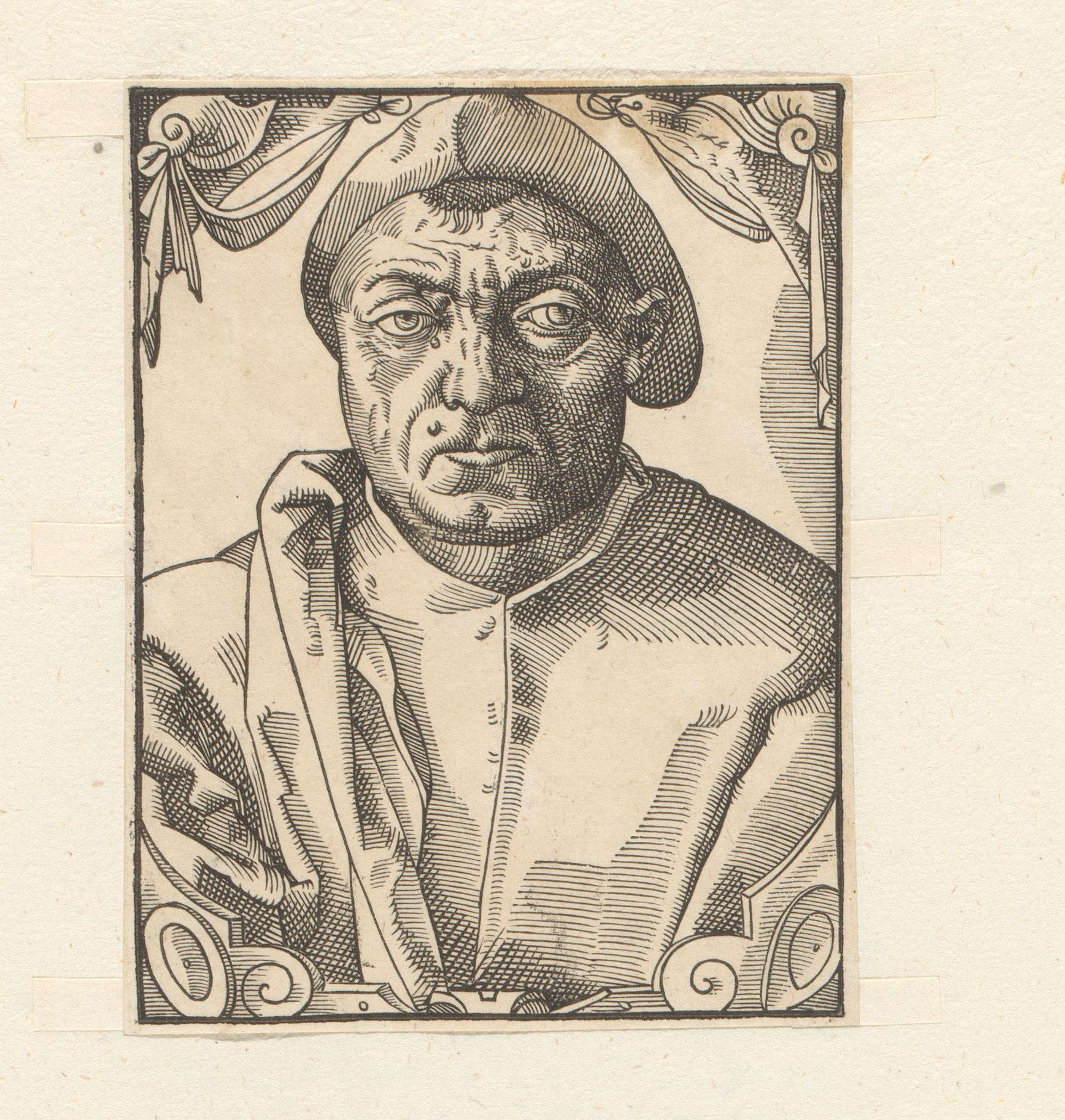
Portret van Petrus Montanus

Petrus Montanus, de Latijnse naam van de Delftenaar Peter (van den) Berch (?, 1594/95 - Nieuwenhoorn, 1638) was de stamvader van de Nederlandse fonologie en fonetiek. Hoewel Montanus theologie had gestudeerd, en dominee was in het dorpje Nieuwenhoorn bij Hellevoetsluis, werd hij vooral bekend als de eerste Nederlandstalige die een omvangrijke studie van het klanksysteem publiceerde. Dat was in 1635; Berch was toen ongeveer veertig jaar oud en had nog drie jaar te leven.
De titel van zijn boek is Bericht van een nieuwe konst genaemt De Spreeckonst, afgekort De Spreeckonst 'De uitspreekkunde'. Het boek heeft ook een enigszins pompeuze ondertitel, zoals in de zeventiende eeuw gebruikelijk was: Waer in verhandelt ende in 't licht gebracht wort, den rechten en tot nuu toe verborgen aert van alle uitspraec : als met naemen, vande Oude ende veel Niewe Letteren, vande Woordleeden, Woorden, Reedensneen, Reedenleeden, ende Reedenen (Waarin het ware en tot nu toe verborgen wezen van alle uitgesproken taalvormen wordt behandeld en uit de doeken wordt gedaan, en wel met name het wezen van de bekende en van vele nieuwe spraakklanken, van de lettergrepen, woorden, woordgroepen, zinnen en alinea's. Vertaling J. Hulsker).

## Biografie
Over het leven van Montanus is weinig bekend. Hij begon pas laat theologie te studeren, op zijn 24e, maar we weten niet wat hij daarvoor gedaan heeft. Op papier heeft hij weinig anders achtergelaten dan een testament en zijn boek. Als dominee verkeerde hij waarschijnlijk in een vrij orthodox milieu, dat tegelijkertijd gericht was op wetenschap en vreemde talen. Hij was getrouwd met een zekere Aeltjen Ariëns, die hun dochtertje leerde lezen met behulp van een door Montanus bedacht systeem.

## De Spreeckonst

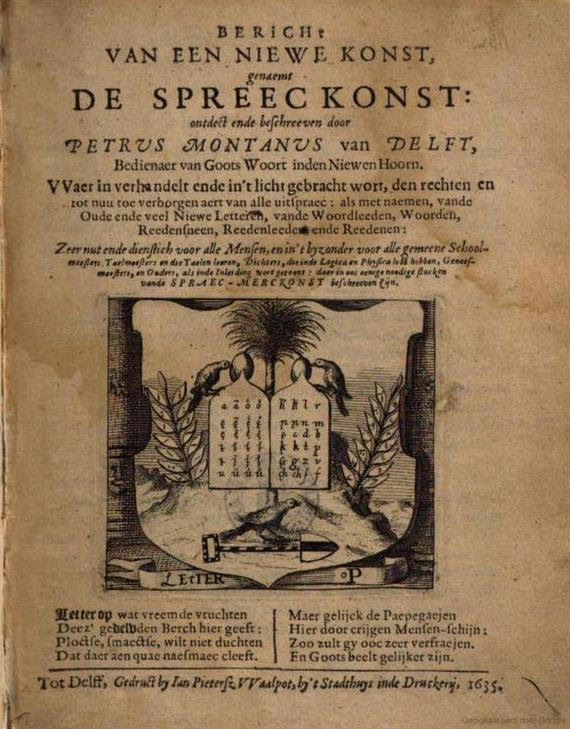
Spreeckonst (1635)

Berchs leesdidactische systeem lag ook ten grondlag aan de Spreeckonst. Montanus had nogal ambitieuze doelen met dit boek, dat volgens hem 'zeer nut ende dienstich' was 'voor alle Mensen'. Niet alleen was het bedoeld voor 'de gemeene Schoolmeesters diens beroep het is het Leezen en Schrijven te leeren"' (als je een woord heel precies in klanken kon ontleden, kon je het ook gemakkelijker spellen), maar ook leraren vreemde talen, dichters, logici, fysici, anatomen, artsen en ouders zouden iets uit de Spreeckonst kunnen leren. Logici zouden er bijvoorbeeld heel veel interessante classificaties en logische redeneringen in aantreffen; dichters zouden het taalmateriaal waar ze elke dag mee werken beter leren kennen; ouders zouden kunnen leren hoe ze hun kinderen zouden moeten verbeteren bij uitspraakfouten.
De Spreeckonst was dan ook niet zomaar een beschrijving van de fonologie van het Nederlands (of het Delfts), maar had de pretentie een 'universele' klankleer te zijn. Elke mogelijke fonologische structuur in elke menselijke taal moest je kunnen beschrijven met behulp van het terminologisch apparaat dat in de Spreeckonst wordt geïntroduceerd. Dat terminologisch apparaat is overigens noodzakelijkerwijs nogal eigenzinnig; er was maar weinig eerder werk gedaan waar Montanus op kon voortbouwen en al helemaal geen werk in het Nederlands. Hij moest dus zijn eigen termen bedenken. Dat deze nauwelijks overeenkomen met de termen die taalwetenschappers tegenwoordig gebruiken ligt natuurlijk niet aan Montanus, maar het maakt zijn werk achteraf wel tamelijk ondoordringbaar voor een moderne lezer. De klanken die tegenwoordig plosieven worden genoemd, noemt Montanus bijvoorbeeld smoorletteren; dat is weliswaar een vrij plastische term, en op een bepaalde manier ook wel articulatorisch adequaat (de lucht wordt eerst even in de mond gesmoord voor hij met een ontploffing naar buitenkomt), maar toch net even anders dan we gewend zijn.

## Revival in de twintigste eeuw
Dat staat niet in de weg dat Montanus in ieder geval in de twintigste eeuw weer een bescheiden revival heeft doorgemaakt. Zijn boek is (in de jaren vijftig) opnieuw uitgegeven, en er zijn verschillende monografieën over zijn werk verschenen. Aan de ene kant was Montanus een meester precieze observatie van met name de manier waarop je verschillende spraakklanken maakt. Hij zag bijvoorbeeld (zonder instrumenten, maar door precies te voelen hoe hij het zelf deed) in dat mensen met hun zachte verhemelte de neusholte afsluiten bij alle medeklinkers, behalve bij de m, n en ng, de nasale medeklinkers. Maar vervolgens was die precieze observatie de basis voor een abstracte, logische redenering: die leidt tot een universele theorie.
Op meerdere punten is Montanus' werk ook een duidelijke voorafschaduwing geweest van modern fonologisch werk. Zo gebruikte hij een begrip 'Hoochte des geluits' dat in zeer sterke mate correspondeerde met het begrip sonoriteit zoals wij dat kennen: hij beschreef hoe die hoogte des geluid aan het begin van de lettergreep, tot aan de klinker eerst gestaag toenam en hoe ze daarna snel weer afnam. Je kunt nu met enige kwade wil zeggen dat het inzicht in de lettergreepstructuur dus in de loop van een paar honderd jaar nauwelijks is toegenomen. Maar eerder is het zo dat Petrus Montanus zo precies oplette dat hij een deel van de huidige theorie al kon voorzien.